# Tirol Cycling Team/Saison 2013
Dieser Artikel listet Erfolge und Fahrer des Radsportteams Tirol Cycling Team in der Saison 2013 auf.

## Zugänge – Abgänge
| Zugänge           | Team 2012 | Abgänge                        | Team 2013                       |
| ----------------- | --------- | ------------------------------ | ------------------------------- |
| Jan Tratnik       | Radenska  | Daniel Biedermann              | Team Vorarlberg                 |
| Patrick Bosman    | Neoprofi  | Péter Palotai                  | Utensilnord Ora24.eu            |
| Tobias Derler     | Neoprofi  | Norbert Dürauer                | Sportunion Waidhofen/Ybbs       |
| Gregor Mühlberger | Neoprofi  | Blaž Furdi                     | Unbekannt                       |
| Federico Pozzetto | Neoprofi  | Stefan Kirchmair               | Unbekannt                       |
| Patrick Schultus  | Neoprofi  | Christoph Sokoll               | Unbekannt                       |
|                   |           | Maximilian Kuen (bis 14. Juni) | ARBÖ Gebrüder Weiss-Oberndorfer |

## Mannschaft
| Name               | Geburtstag        | Nationalität |
| ------------------ | ----------------- | ------------ |
| Patrick Bosman     | 16. Januar 1994   | Österreich   |
| Tobias Derler      | 21. Januar 1994   | Österreich   |
| Clemens Fankhauser | 2. September 1985 | Österreich   |
| Jure Golčer        | 12. Juli 1977     | Slowenien    |
| Hannes Kapeller    | 29. Mai 1990      | Österreich   |
| Gregor Mühlberger  | 4. April 1994     | Österreich   |
| Marc Obkircher     | 23. Juni 1991     | Österreich   |
| Federico Pozzetto  | 14. Juli 1990     | Italien      |
| Stefan Praxmarer   | 1. März 1989      | Österreich   |
| Mario Schoibl      | 25. Juni 1990     | Österreich   |
| Patrick Schultus   | 27. Januar 1994   | Österreich   |
| Harald Totschnig   | 6. September 1974 | Österreich   |
| Jan Tratnik        | 23. Februar 1990  | Slowenien    |
| Martin Weiss       | 15. April 1991    | Österreich   |
| David Wöhrer       | 14. Februar 1990  | Österreich   |